# Earnie Stewart
Earnie Stewart   (Veghel, 28 de març de 1969) és un exfutbolista estatunidenc de la dècada de 1990.
Passà la major part de la seva carrera a Holanda, a clubs com VVV-Venlo, Willem II i NAC Breda. Als Estats Units jugà a D.C. United.
Fou 101 cops internacional amb la selecció dels Estats Units, amb la qual participà en els Mundials de 1994, 1998 i 2002.